# تپه کنیز

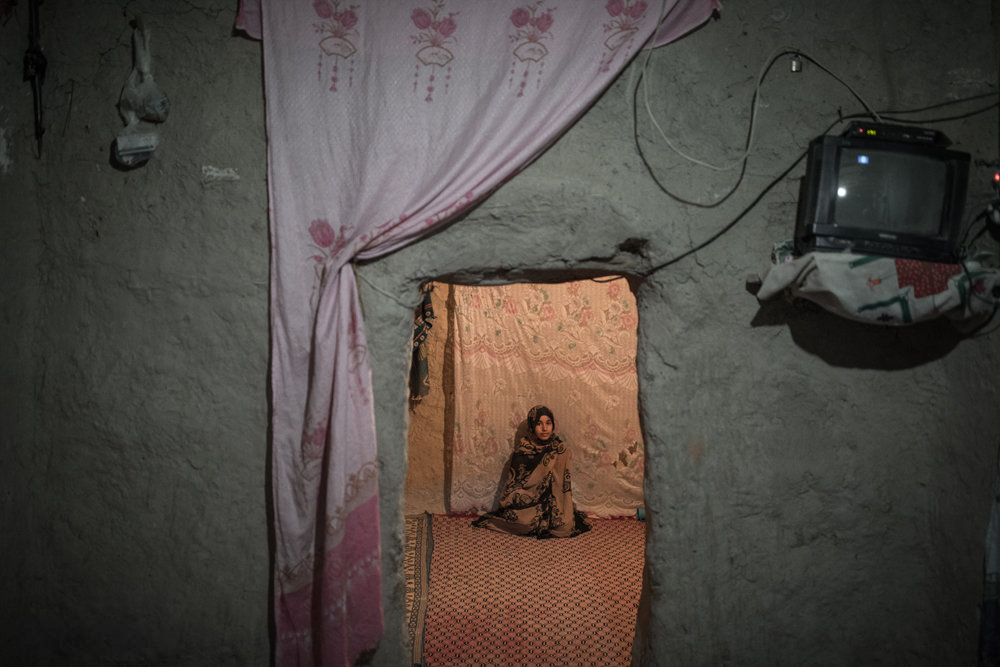
تپه کنیز

تپه کنیز، روستایی است از توابع بخش قرقری شهرستان هیرمند در استان سیستان و بلوچستان ایران.
همچنین یکی از سکونت گاه های طایفه کوهکن بوده است.

## جمعیت
این روستا در دهستان قرقری قرار داشته و براساس آخرین سرشماری مرکز آمار ایران که در سال ۱۳۸۵ صورت گرفته، جمعیت آن ۴۶۴نفر (۹۸خانوار) بوده‌است.